# بولخوف
بولخوف (بالروسية: Болхов) هي إحدى مدن روسيا في الكيان الفدرالي الروسي أوريول أوبلاست.[متى؟]